# Výlomky z Jánošíka
Výlomky z Jánošíka (1843-1844) je souhrnný název souboru tří kompozičně a tematicky spjatých básní žánrově směřujícího k eposu z rukopisné pozůstalosti slovenského romantického básníka Janka Kráľa. Tiskem byl soubor v neúplné podobě vydán roku 1938 v knize Neznáme básne v uspořádání Stanislava Mečiara a kompletně roku 1949 v uspořádání Milana Pišúta.

## Obsah
Kráľ v básních nepopisuje Jánošíka historického, protože Jánošík pro něho ztělesňuje odboj lidu až do současnosti. Básník věří v příchod novodobého Jánošíka, pod jehož vedením povstane celý slovenský lid. Soubor tak přes svou fragmentárnost patří k nepůsobivějším a ideově nejradikálnějším básníkovým dílům. Skládá se z těchto básní:
- Janko, lyricko-epická romantická povídka líčící útěk vyprázdněného intelektuála z města do hor.
- Žobrák, vyprávění žebráka o jeho zbojnických letech.
- Zbojníkova balada, úryvek ze života zbojníka, jeho uvěznění a jeho obhajobu baladou Pán v trní.[2]

### Janko
Janko je lyricko-epická romantická povídka zobrazující znuděného vyprázdněného intelektuála označovaného jako mladý pán. Ten prchá z města mezi vzbouřené přírodní živly, aby v nich našel mír pro svou duši. Při divoké jízdě ve sněhu a ve vichřici ztratí cestu a jeho kočí Janko zmrzne.
Ale tu zamrznem na poli, už mi v ruky zima,
Ale už sa mi všetko metie pred mýma očima.
Ale Vietor ma chce zrútiť, ja nemám viac sily —
Ale tu ma snehy na poli do hrobu vložili
Tato událost se stane pro mladého pána okamžikem, ve kterém se si uvědomí omyly svého života a svou nesvědomitost, zaplaví jej soucit a empatie a rozhodne se na protest proti morálce soudobých měšťáků hledat smysl svého života někde v kraji pod Tatrami.  
Ale pokoj nebohým! — Tam už Váh preteká
a Tatra, moja túžba, dvíha sa horeká.

### Žobrák
Tato část je vyprávěním starého žebráka o jeho zbojnických letech, ve kterých se mstil vrchnosti za to, že mu zničila otce, matku i sestru. Byl uvězněn a souzen, uprchl do hor a zúčastnil se východoslovenského rolnického povstání roku 1831. Ještě před smrtí touží odevzdat Jánošíkovo poselství (dokončit boj za osvobození lidu z poddanství a pomstít křivdy na něm spáchané) mladšímu mstiteli nespravedlnosti.
Pi ten jed a nasycuj mäkké ústa svoje.
Ja ti toto porúčam, to dedičstvo tvoje.
Nech gamba ti očernie oči nabehnú,
že každý hnedky skape, koho ony šľahnú.
Tu je Boh, tu je otec, mať, sestra splašená —
vyzdvihni vraždu večnú na pomstu plemena.

### Zbojníkova balada
Zbojníkova balada je vlastně náčrtkem druhé části souboru s názvem Žobrák. Obsahuje úryvek ze života zbojníka, jeho bouření lidu písněmi, jeho následné uvěznění, první koncept balady Pán v trní, kterou přednesl jako svou obhajobu na soudu a také jeho útěk.
Ja nemám rečí, páni, dám vám takú radu,
že miesto odpovedi poviem vám baladu.

## Český překlad
Báseň Žebrák je obsažena ve výboru Kráľovy poezie Orel, Praha: SNKLHU 1960, přeložil Vladimír Holan.